# Euclides van Megara

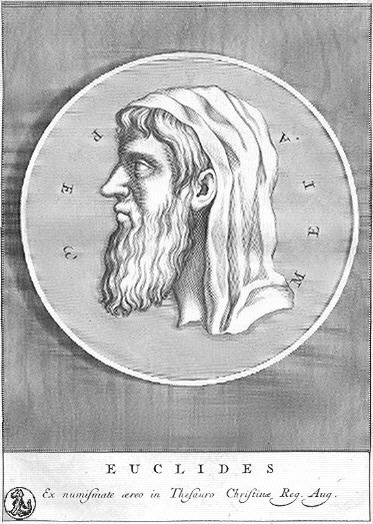
Euclides van Megara

Euclides van Megara (Oudgrieks: Εὐκλείδης) was een Grieks socratisch filosoof die leefde rond 400 v.Chr. Hij was tevens de stichter van de School van Megara. Commentatoren en vertalers uit de middeleeuwen hebben hem dikwijls verward met Euclides van Alexandrië in de discussies over diens werk "Elementen". In de meeste moderne vertalingen van Plato's dialoog "Theaetetus", waar hij optreedt als gesprekspartner van Socrates, wordt hij ook weergegeven onder de naam "Euclides".

## Biografie
Euclides werd geboren in Megara en werd in zijn jeugd sterk beïnvloed door de leer van Parmenides, maar werd uiteindelijk een volgeling van Socrates in Athene. Gellius (Noctes Atticae, VI, 10) verhaalt in een anekdote dat Euclides enorm gehecht was aan zijn leermeester. Tijdens een vete tussen Athene en Megara, waarbij alle Megarici verbannen werden uit de stad, waagde Euclides zich nog steeds goed vermomd in het stadscentrum, om zijn leermeester op te zoeken. Na de veroordeling en de dood van Socrates, keerde Euclides terug naar Megara, waar hij andere angstige leerlingen van Socrates asiel aanbood in zijn huis. Bij deze groep hoorde tijdelijk ook Plato die in Megara verbleef alvorens hij in de leer ging bij Theodorus de mathematicus in Cyrene. Zo werd Euclides uiteindelijk het hoofd van een eigen filosofische school, de School van Megara.
Hij had 3 belangrijke leerlingen, met name Eubulides van Milete, Ichtyas, de tweede leider van de Megarische School en Thrasymachos van Corinthe. Deze laatste was de mentor van Stilpo die op zijn beurt de leermeester was van Zeno van Citium, de stichter van de Stoa.
Hoewel geen van zijn werk bewaard bleef, wordt hij vaak geciteerd en besproken in diverse oude teksten.

## Filosofie
De filosofie van Euclides was een synthese van Eleatische en Socratische ideeën. Hij bouwde verder op Socrates' gedachte dat deugd gelijk is aan kennis. Net als Parmenides geloofde de Megarici in de absolute eenheid van het zijn. Alle vorm van veelheid en beweging worden ontkend, alsook de betrouwbaarheid van het sensitieve. Hij identificeerde het Eleatische idee van "Het Ene" met de Socratische idee van "De vorm van het goede", die hij "Rede", "God", "Geest", "Wijsheid", enz. noemde. Dit was volgens hem eeuwig en onveranderlijk en daarmee de ware essentie van het Zijn. Kennis als deugd wordt zo door Euclides gelijkgesteld aan kennis van het Ene, kennis van het Zijn. Zo stelde Euclides: "Het Goede is Eén, maar we kunnen het met verschillende namen benoemen, soms als wijsheid, soms als God, soms als Rede" en "Het tegengestelde van het Goede bestaat niet".
Hoewel de doctrines contradictorisch lijken ten aanzien van de empirische realiteit, argumenteerde hij dat, aangezien niet-zijn niet kan bestaan zonder een soort van zijn te worden en aangezien de essentie van het Zijn het Goede is, het tegengestelde van het Goede niet kan bestaan. De erfgenamen van zijn leer, de Stoïcijnse logici, stichtten de meest belangrijke logische school in de oudheid, naast de Peripatetische School van Aristoteles.